# Ендовище
Ендовище — село в Семилукском районе Воронежской области, расположено по берегам речки Ведуги.
Входит в состав Семилукского сельского поселения.

## История
Село возникло в конце XVI века. Упоминается в «Дозорной книге» 1615 года. Около 1640 года в Ендовнще поселены прибывшие в Россию черкасы (украинские казаки). В 1702 году часть их была переселена на реку Чëрную Калитву.
В годы Великой Отечественной войны Ендовище было оккупировано гитлеровцами. Здесь в то время совершила героический подвиг колхозница Прасковья Ивановна Щёголева. 15 сентября 1942 года на её огороде упал подбитый немцами советский самолет. Щёголева вытащила из горящей машины раненого летчика М.Т. Мальцева, оказала ему помощь. Когда об этом узнали фашисты, они расстреляли П.И. Щёголеву, её престарелую мать и пятерых детей. Патриотка посмертно награждена орденом Отечественной войны I степени.

## Этимология названия
Название село получило по признаку местного рельефа; оно происходит от слова «ендова», которое В.И. Даль определяет так: «Небольшой круглый залив, связанный проливом с рекою или с озером. Котловина, небольшое округлое и крутоберегое озерко или ямина, провал»; костромское слово «ендовище», по его же определению, означает: «Впалая поляна или луговина, обширная плоская впадина».

## География

### Улицы
| - ул. Гагарина - ул. Зои Космодемьянской - ул. Калинина - ул. Комсомольская - ул. Красноармейская - ул. Красный Кут - ул. Крупская - ул. Лесная | - ул. Лесопитомник - ул. Матросова - ул. Мира - ул. Мурманская - ул. Нагорная - ул. Олега Кошевого - ул. Свободы - ул. Советская |

## Население
| 1859 | 1897  | 2010  |
| ---- | ----- | ----- |
| 2705 | ↗2915 | ↘1933 |

Население села в 2005 году составляло 1636 человек.